# Limerzel
Limerzel (bret. Lizmerzher) – miejscowość i gmina we Francji, w regionie Bretania, w departamencie Morbihan.
Według danych na rok 1990 gminę zamieszkiwało 1178 osób, a gęstość zaludnienia wynosiła 47 osób/km² (wśród 1269 gmin Bretanii Limerzel plasuje się na 514. miejscu pod względem liczby ludności, natomiast pod względem powierzchni na miejscu 375.).